# Viðoy
Viðoy (en danès Viderø) és l'illa més septentrional de l'arxipèlag de les Fèroe. Té una superfície de 41 km² i una població de 597 (2020) que es reparteix en dos municipis: Viðareiði i Hvannasund. El seu nom deriva del mot feroès viður, que significa fusta. Viðoy és una de las sis illes que conformen la regió feroesa de Norðoyar.
El punt més alt de l'illa és el Villingadalsfjall amb 841 metres. Tanmateix el punt geogràfic més destacat de Viðoy és el Cap Enniberg (de 754 metres). La seva importància no només rau en ser el punt més al nord de l'arxipèlag, sinó també perquè es tracta del segon penya-segat més alt d'Europa després del Hornelen de Noruega. L'altura del cap d'Enniberg és superior a les de Croaghaun, Vixía de Herbeira, Preikestolen, Slieve League i Cabo Girão.
L'illa es troba comunicada des de 1975 a través d'un pont amb l'illa veïna de Borðoy, on hi ha la capital comarcal de Klaksvík.
La costa nord i oriental de l'illa ha estat identificada com una important zona de cria d'aus marines per la BirdLife International. Entre d'altres, hi destaca la presència de l'ocell de tempesta europeu (500 parelles), la gavineta de tres dits (5300 parelles), el fraret (25.000 parelles), el somorgullaire comú (6700 individus) i el somorgollaire alablanc (200 parelles).